# Liberdade de ação
A liberdade de ação, prevista no artigo 5º, II "ninguém será obrigado a fazer ou deixar de fazer alguma coisa senão em vitrude da lei.", é a base de todas as outras liberdades, recebendo o nome de "liberdade-matriz", "liberdade-base". 
A liberdade de ação diz basicamente que a liberdade - em qualquer de suas formas - só pode sofrer restrições por normas legítimas, ou seja, normas provenientes do poder legislativo e elaboradas de acordo com o procedimento estabelecido na Constituição Federal. Em outras palavras, o artigo 5º, II deixa evidente que todos têm a liberdade de fazer e de não fazer o que bem entender, salvo quando a lei determine o contrário.